# Liste der Monuments historiques in Noaillac
Die Liste der Monuments historiques in Noaillac führt die Monuments historiques in der französischen Gemeinde Noaillac auf.

## Liste der Bauwerke
| Bezeichnung | Beschreibung | Standort | Kennzeichnung | Schutzstatus | Datum | Bild           |
| ----------- | ------------ | -------- | ------------- | ------------ | ----- | -------------- |
| Reposoir    |              | (Lage)   | PA00083651    | Inscrit      | 1925  | weitere Bilder |

## Liste der Objekte
| Bezeichnung                           | Beschreibung                     | Standort                     | Kennzeichnung | Schutzstatus | Datum | Bild |
| ------------------------------------- | -------------------------------- | ---------------------------- | ------------- | ------------ | ----- | ---- |
| Glocke                                | Bronze, 1607 gegossen            | in der Kirche St-Jean (Lage) | PM33000607    | Classé       | 1942  |      |
| Hauptaltar mit Retabel und Tabernakel | Holz, vergoldet, 17. Jahrhundert | in der Kirche St-Jean (Lage) | PM33000608    | Classé       | 1971  |      |